# Ygor Przebindowski
Ygor Przebindowski, właśc. Igor Przebindowski (ur. 18 stycznia 1976 w Opolu) – polski multiinstrumentalista, kompozytor, aranżer i producent. Autor muzyki filmowej i teatralnej.

## Życiorys
Jest absolwentem Akademii Muzycznej w Katowicach, którą ukończył na Wydziale Jazzu i Muzyki Rozrywkowej w klasie wibrafonu. Uczeń wibrafonisty Bernarda Maselego.
Zajmuje się oprawą muzyczną programu telewizyjnego Kuby Wojewódzkiego. Wiosną 2012 nakładem wydawnictwa Polskiego Radia wydał swój pierwszy autorski album studyjny pt. Powidoki, na którym umieścił 10 utworów utrzymanych w filmowej stylistyce. W 2013 został gospodarzem Małej Akademii Piosenki w Muzeum Piosenki w Opolu. W 2014 wydał album pt. Powidoki Powstania Warszawskiego, który zrealizowanł w Polsce i Austrii pod patronatem Muzeum Powstania Warszawskiego. Jesienią 2020 zadebiutował jako pisarz książką pt. „Aukcja” i wydał album pt. Powidoki Północy pod honorowym patronatem Ambasady Norwegii. W czerwcu 2022 wydał album pt. Powidoki Portrety Miron Białoszewski pod honorowym patronatem Prezydenta m.st. Warszawy.

### Życie prywatne
Jego bratem jest aktor Jakub Przebindowski.

## Działalność

### Teatr
- Teatr Nowy w Łodzi (2001–2003) – Go-Go, reż. Ł. Kos
- Teatr Lalka w Warszawie (2003–2012) – Sklep z zabawkami, reż. Ł. Kos[6]
- Teatr Dramatyczny w Warszawie (od 2007) – Pippi Pończoszanka, reż. A. Glińska[7]
- Teatr Montownia/Och-Teatr w Warszawie (od 2010) – Kubuś Fatalista i jego pan, reż. Krzysztof Stelmaszyk[8]
- Teatr na Woli w Warszawie (od 2011) – Iluzje, reż. A. Glińska[9]
- Teatr Studio w Warszawie (od 2012) – Sąd Ostateczny, reż. A. Glińska[10], Łauma; reż.R. Samborski; Iluzje, reż. A. Glińska
- Teatr Młyn w Warszawie (od 2018) – Sex, rosół i pieluchy, reż. J. Boberek

### Muzyka

#### Sztuki teatralne
- The Glass Menagerie – Tennessee Williams, reż. T. Gawron, Teatr Współczesny w Szczecinie (2007)
- Pippi pończoszanka – Astrid Lindgren, reż. A. Glińska, Teatr Dramatyczny w Warszawie – współautor muzyki (2007)
- Wiedźmy – Roald Dahl, reż. A. Glińska, Teatr Lalka w Warszawie (2008)
- Lulu na moście – Paul Auster, reż. A. Glińska, Teatr Dramatyczny w Warszawie (2008)
- 20-lecie wolnej Polski – reż. P. Cieplak, muz. P. Zakrocki, P. Szamburski, Y. Przebindowski – przedstawienie plenerowe w Warszawie (2009)
- Kubuś fatalista i jego pan – Denis Diderot, reż. K. Stelmaszyk, Teatr Montownia – Och Teatr Warszawa (2010)
- Pętla – K. Czeczot, reż. K. Czeczot, Teatr Radia – Polskie Radio Szczecin (2010)
- Antoine – Jakub Przebindowski, reż. Jakub Przebindowski, Teatr Polonia Warszawa (2010)
- Iluzje – Iwan Wyrypajew, reż. A. Glińska, Teatr na Woli w Warszawie (2011)
- Józef i Maria – Peter Turrini, reż. G. Wiśniewski, Teatr Studio w Warszawie (2011)
- Ala z elementarza – Alina Margolis-Edelman, reż. A. Glińska, Teatr na Woli w Warszawie (2011)
- Zrób sobie raj na motywach książki Mariusza Szczygła, reż. Katarzyna Adamik i Olga Chajdas, Teatr Studio Warszawa – aranżacja muzyczna (2012)
- Anna Karenina – Lew Tołstoj, reż. Paweł Szkotak, Teatr Studio Warszawa (2012)
- UFO. Kontakt – I.Wyrypajew, reż. I. Wyrypajew, Teatr Studio Warszawa – aranżacja muzyczna (2012)
- Sąd Ostateczny – Ö. von Horváth, reż. A.Glińska, Teatr Studio Warszawa (2012)
- Łauma – Karol KaeReL Kalinowski, reż. Rafał Samborski, Teatr Studio Warszawa (2013)
- Oleanna – Dawid Mamet, reż. Krzysztof Stelmaszyk, Teatr Studio Warszawa (2014)
- Pikantni – Stefan Vogel, reż. Tomasz Gawron, Teatr Imka Warszawa – aranżacja muzyczna (2016)
- Wielka Wygrana – Szolem Alejchem, reż. Tomasz Szczepanek, Teatr Żydowski Warszawa (2017)
- Cudowna lampa Alladyna – reż. i adapt. Tomasz Gawron, Teatr Capitol Warszawa (2017)
- Frida – życie, sztuka, rewolucja – reż. i adapt. Jakub Przebindowski, Teatr Kępa Prom Kultury Warszawa (2017)
- Byk Ferdynand – scen. i reż. Tomasz Karolak, Teatr Imka Warszawa – aranżacja muzyczna (2017)
- Sex,rosół i pieluchy – Natalia Fijewska, reż. Jarosław Boberek, Teatr Młyn Warszawa – aranżacja muzyczna (2018)
- Ktoś tu przyjdzie – Jon Fosse, reż. Katarzyna Łęcka, Teatr WARSawy Warszawa (2018)
- Usadzeni – Miroslava Smolikova, reż. Katarzyna Łęcka, Festiwal Sztuk Czytanych, Teatr WARSawy Warszawa (2018)
- Uciekła mi przepióreczka – Stefan Żeromski, reż. Łukasz Lewandowski, Teatr Radia PR II, Teatr Polski Warszawa (2018)
- Lista męskich życzeń – Norm Foster, reż. Artur Barciś, Teatr Impresaryjny Impulsive Art, Warszawa (2019)
- Blisko – scen. i reż. Natalia Fijewska-Zdanowska, Teatr Młyn Warszawa (2019)
- Mężczyźni są z Marsa, Kobiety z Wenus – Poul Dewandre, reż. J. Przebindowski, Teatr Kamienica Warszawa (2019)
- Upiór w kuchni – Janusz Majewski, reż. Tomasz Sapryk, Teatr Kamienica Warszawa (2020)
- Nadwrażliwi – Włodzimierz Zakrzewski, reż. i adapt. Katarzyna Łęcka, Teatr Polskiego Radia (2020)
- Matka – S. I. Witkiewicz, reż. i insc. J. Przebindowski, Basen Artystyczny, Opera Kameralna Warszawa (2020)
- Przyjemność z dostawą – Derek Benfield, reż. Jerzy Bończak, Teatr Komedia Warszawa (2021)
- Uszedłem tylko ja sam – Caryl Churchill, reż. A.Glińska, Teatr Dramatyczny Warszawa (2021)
- Mayday odnowa – Ray Cooney, reż.Artur Barciś, Teatr Bagatela Kraków (2021)
- Dyplom z miłości – scen. M. Czerwień, M. Gustowska, A. Glińska, reż. A. Glińska, PWST Kraków (2022)
- Osiemnastka – scen. i reż. Natalia Fijewska, Teatr Rampa – Teatr Młyn Warszawa (2022)
- Znaczek miłości – scen. i reż. Jakub Przebindowski, Teatr Imka Warszawa (2022)
- Chichotek i Zaśmiejka w krainie koron drzew – scen. Agata Kołodziejczyk, Zuza Fijewska, reż. Ewa Malesza, Teatr Rampa Warszawa (2023)
- Krach Concert Cathartique  - scen. i reż. Elizabeth Czerczuk, Theatre T.E.C. Paryż (2025)
- Ktoś tu przyjdzie - reż. i adapt. Katarzyna Łęcka, Teatr Polskiego Radia PR 1 (2025)
- Widelec w głowie - Izabela Jaszczuk, reż.Tomasz Sapryk, Teatr Kamienica Warszawa  (2025)

#### Filmy/seriale/produkcje TV
- Obok – reż. Michał Jankowski, PWSTiF (2004)
- Dotknięcie – reż. Olga Czyżykiewicz, film dokumentalny o polskim aktorze Jerzym Kozakiewiczu, AFiT (2005)
- Interno – reż. Łukasz Opaliński, AFiT(2006)
- Chwila – reż. Marcel Wieteska, AFiT (2007)
- Lunatycy – reż. Maciek Sterło-Orlicki, 30 minut projekt, Wajda School (2009)
- Zwykła historia – reż. Alex Pavlovic, film dokumentalny TVP2 (2010)
- Iluzje – Iwan Wyrypajew – reż. Agnieszka Glińska Teatr Telewizji TVP (2012)
- Mąż czy nie mąż – reż. Paweł Maślona, serial TVN (emisja luty-czerwiec 2015)
- Rzeź Woli. Akt oskarżenia – reż. Rafał Geremek, film dokumentalny TVP (2017)
- Świat który nie może zginąć – reż. Wiesław Romanowski, film dokumentalny o Horodeckim TVP (2017)
- Anioły Żegoty – scen. i reż. Rafał Geremek, film dokumentalny, Filmowy Instytut Audio Wizualny (2017)
- Przepis na sukces – scen. T. Muller, M. Stremecki, R. Geremek, reż. Rafał Geremek, film dokumentalny, TVP (2018)
- Luftwaffe ' 39. Zbrodnia nieukarana – scen. i reż. Rafał Geremek, film dokumentalny, TVP (2019)
- Niepokonany.Opowieść o Generale Stanisławie Maczku – scen. i reż. Rafał Geremek, Muzeum Historii Polski, TVP (2019)
- Ojciec Mateusz – scen. Grzegorz Łoszewski, reż. Artur Żmijewski, serial TVP (2021)
- Żołnierze Generała Maczka – scen. i reż. Rafał Geremek, film dokumentalny, TVP (2020)
- Mitologia Czeska – scen. i reż. Rafał Geremek, film dokumentalny, TVP (2021)
- Jerzy Kosiński – Prawda Przyjaciela – scen. i reż. Ygor Przebindowski, film dokumentalny (2021)[11]
- Na północ od piekła – scen. K. Gutkowski, reż. Maciej Janiszewski, film dokumentalno-fabularyzowany TVP (2021)
- Wróbel – scen. i reż. Marcin Janos Krawczyk, film fabularny Studio Munka, TVN (2022)
- Dlaczego? O Stanisławie Mikołajczyku - scen.K.Angowska, reż.M.Janiszewski TVP (2022)

### Producent
- Brajlem Kamila Kraus – autor muzyki oraz producent płyty
- Nie dotykaj Jarosław Wasik – autor muzyki oraz producent płyty

## Dyskografia

### Albumy studyjne
- Powidoki (2012)
- Powidoki Powstania Warszawskiego (2014)
- Powidoki Północy (2020)
- Powidoki Portrety Miron Białoszewski (2022)